# Удалов, Юрий Николаевич
Юрий Николаевич Удалов (род. 10 октября 1962) — российский политический деятель. Член Совета Федерации Федерального собрания РФ от Ярославской области с 6 июня 2011 по 1 декабря 2012 г.

## Биография
В 1983 окончил Барнаульское высшее военное авиационное училище летчиков им. К. А. Вершинина.
В 1993 году окончил Гуманитарную Академию Вооруженных Сил, в 2004-м — Российскую академию госслужбы при Президенте РФ. Кандидат экономических наук.
С 2008 года работал в должности заместителя губернатора Ярославской области — руководителя Представительства Правительства Ярославской области при Правительстве Российской Федерации.

### Совет Федерации
6 июня 2011 года губернатор Ярославской области Сергей Вахруков подписал Указ о назначении Ю. Н. Удалова Представителем в Совете Федерации Федерального собрания РФ от правительства Ярославской области. На этом посту он сменил В. К. Глухих, полномочия которого были прекращены Указом губернатора Ярославской области № 224 от 3 июня 2011 года.
В Совете Федерации Ю. Н. Удалов был членом Комитетов по обороне и безопасности; по экономической политике, предпринимательству и собственности; членом Комиссии по естественным монополиям. Его полномочия были прекращены 1 декабря 2012 года при новом губернаторе Ярославской области Сергее Ястребове.
Ю. Н. Удалова на посту сенатора сменил В. В. Рогоцкий.

### Уголовное дело
Обвинялся в даче взятки в 1 млн долларов чтобы стать губернатором Ярославской области.